# Nini Roll Anker

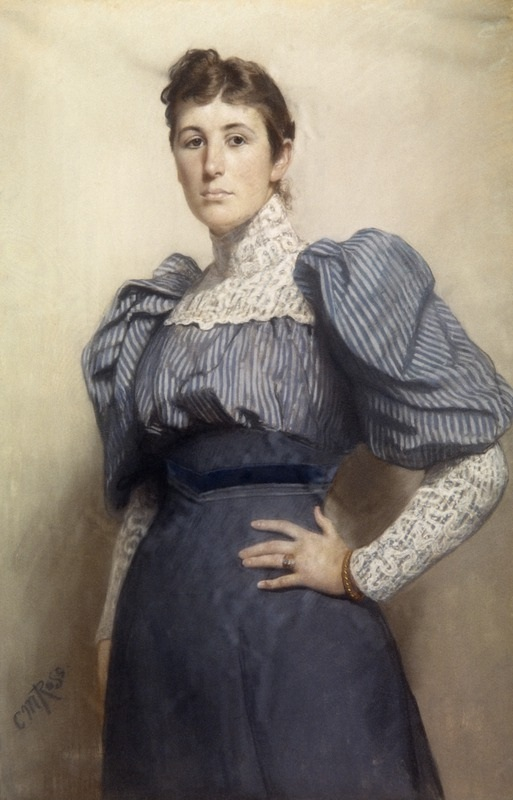
Porträtt av Nini Roll Anker, målat av Christian Meyer Ross.

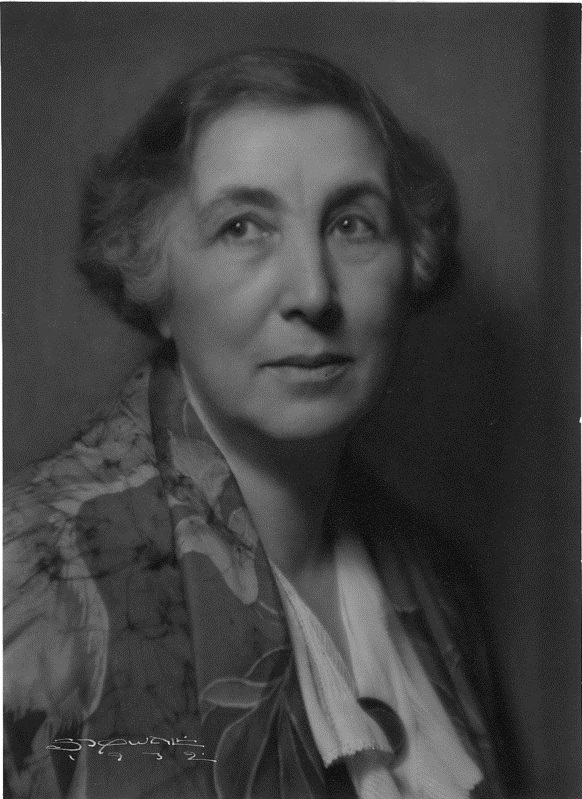
Nini Roll Anker, 1932.

Nicoline ("Nini") Magdalene Anker, född Roll den 3 maj1873 i Molde, död den 20 maj 1942, var en norsk författare. Anker var en av mellankrigstidens viktigaste norska prosaförfattare.

## Biografi
Nini Anker var 1892–1907 gift med godsägaren Peter Anker. År 1910 gifte hon om sig med skeppsbyggaren Johan Anker, som var kusin till Peter Anker.
I blinde hette Ankers debutroman som utkom 1898 under pseudonymen Jo Nein. Hennes genombrott som författare kom med novellsamlingen Lil-Anna og andre (1906), med förståelsefulla skildringar av arbetarkvinnornas liv. Därefter följde Benedicte Stendal 1909, där titelpersonen är en fattig officersdotter, Per Haukeberg (1910) och 1912 novellsamlingen De vaabenløse. Det svake kjøn från 1915 anses vara hennes mest betydelsefylla verk.
Senare utgav hon även romanerna Fru Castrups datter (1918), Huset i Sjögaten (1923), I amtmandsgaarden (1925), Prisopagaven (1928). Dessutom skrev Anker några skådespel.
Postumt utkom 1946 Ankers biografiska skildring av väninnan och författarkollegan Sigrid Undset.